# Lillafüred

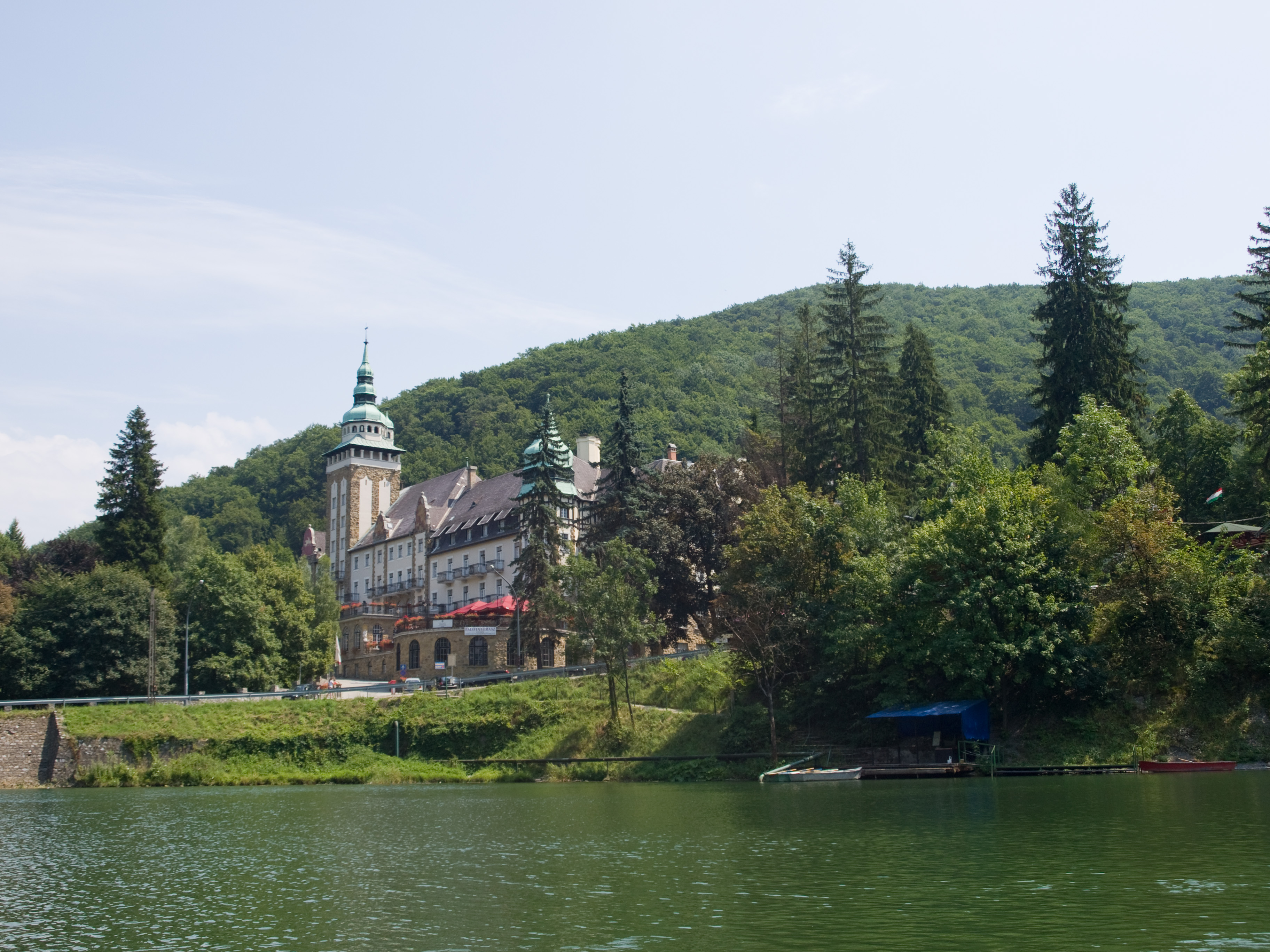
Pałac w Lillafüred

Lillafüred – węgierski kurort w Górach Bukowych nad jeziorem zaporowym Hámori, administracyjnie: część Miszkolca. 

## Historia
O budowie nad jeziorem Hámori luksusowego ośrodka wypoczynkowego zadecydował pod koniec XIX w. hrabia András Bethlen, ówczesny węgierski minister rolnictwa, gdy w swych podróżach po kraju dotarł w to miejsce. Nazwa ośrodka, a potem całej miejscowości powstała na cześć jego żony, noszącej imię Lilla. Gdy w 1921 premierem rządu węgierskiego został István Bethlen, podjął on decyzję o budowie w Lillafüred luksusowego Hotelu Palace (węg. Palotaszálló).
Hotel został zaprojektowany w stylu neorenesansowym przez Kálmána Luxa. Zbudowano go w latach 1927–1930. Jedną z hotelowych restauracji, o wystroju nawiązującym do epoki renesansu, nazwano imieniem króla Macieja Korwina. Witraże, wypełniające jej okna, przedstawiają widoki historycznych węgierskich zamków: Pozsony (Bratislava), Brassó (Brașov), Kassa (Košice), Lőcse (Levoča), Bártfa (Bardejov), Késmárk (Kežmarok), Kolozsvár (Cluj-Napoca), Árva (Oravský hrad) i Vajdahunyad (Hunedoara).
Hotel jest otoczony parkiem leśnym z okazami egzotycznych drzew i krzewów. Za hotelem, pomiędzy ciekami rzek Szinva i Garadna, powstały tzw. „Wiszące ogrody”, których rewitalizację przeprowadzono w 2014. Na rzece Szinva zbudowano sztuczny wodospad w wysokości 20 m – najwyższy wodospad na Węgrzech. W pobliżu znajduje się kilka jaskiń, m.in. Jaskinia Anny (węg. Anna-barlang, czasem również Petőfi-barlang), Jaskinia Stefana (węg. István-barlang lub Szent István-barlang) oraz Jaskinia Szeleta, która była miejscem zamieszkania człowieka pierwotnego.
Z Lillafüred prowadzą liczne malownicze trasy turystyczne w Góry Bukowe. W najbliższej okolicy znajduje się ośrodek narciarski.